# Homme de Croghan
L'Old Croghan Man (Seanfhear Chruacháin en irlandais) est le nom donné au corps bien conservé d'un homme de l'âge du fer découvert en juin 2003 dans une tourbière en Irlande. Les restes sont ainsi nommés d'après la colline Croghan Hil (en), du nord de Daingean, dans le comté d'Offaly, près de laquelle le corps a été trouvé. Le corps est aujourd'hui exposé au musée national d'Irlande, à Dublin. Old Croghan Man fut découvert trois mois après une découverte identique dans le comté de Meath (voir homme de Clonycavan).

## Sa vie
L'Old Croghan Man serait mort entre 362 et 175 av. J.-C., donnant à la dépouille un âge de plus de 2 000 ans.
L'homme avait entre 20 et 25 ans quand il est mort. Il mesurait 1,98 m, selon des calculs basés sur la taille de son bras. C'est une taille exceptionnelle pour cette époque, faisant de lui le plus grand homme des tourbières jamais découvert[réf. nécessaire]. L'homme bénéficiait de soins de manucure pour ses ongles, ce qui laisse penser qu'il n'était pas impliqué dans les travaux manuels, et par conséquent qu'il était probablement de haut lignage.
Son dernier repas (analysé à partir du contenu de son estomac) semble avoir consisté en du froment et du babeurre. Toutefois, il a été démontré que son alimentation a été plutôt riche pendant au moins les quatre derniers mois de sa vie. Des cicatrices au niveau de son poumon laissent penser qu'il avait souffert d'une pleurésie.

## Sa mort
Il semble que cet homme soit mort d'un coup de poignard porté à la poitrine. Il a ensuite été décapité et son corps a été coupé en deux. Il présente aussi une blessure à l'un de ses bras, probablement due à une tentative de défense contre son ou ses agresseurs.
Au moment de son inhumation, l'homme était nu à l'exception d'une lanière de cuir tressée autour de sa main gauche.
Le corps présentait des coupures profondes sous chaque mamelon. Plusieurs théories ont été suggérées pour en expliquer la cause, parmi lesquelles que les dommages aient été causés après la mort, dans les conditions de la tourbière ; que les coupures puissent être l'indication de tortures alors qu'il était encore vivant,  ou que les seins aient été mutilés de façon délibérée, avant ou après la mort dans un objectif symbolique. Cette dernière théorie, émise par Eamonn Kelly du Musée national d'Irlande, suggère que la mutilation était un geste symbolique infligé à ceux ayant enfreint une règle. D'autres théories suggèrent que l'Old Croghan Man et d'autres corps des tourbières étaient l'objet de sacrifices aux dieux de la fertilité ou des moissons, et donc tués et enterrés pour assurer une bonne récolte de céréales et de lait[réf. nécessaire].